# Schlosskirche Ellingen

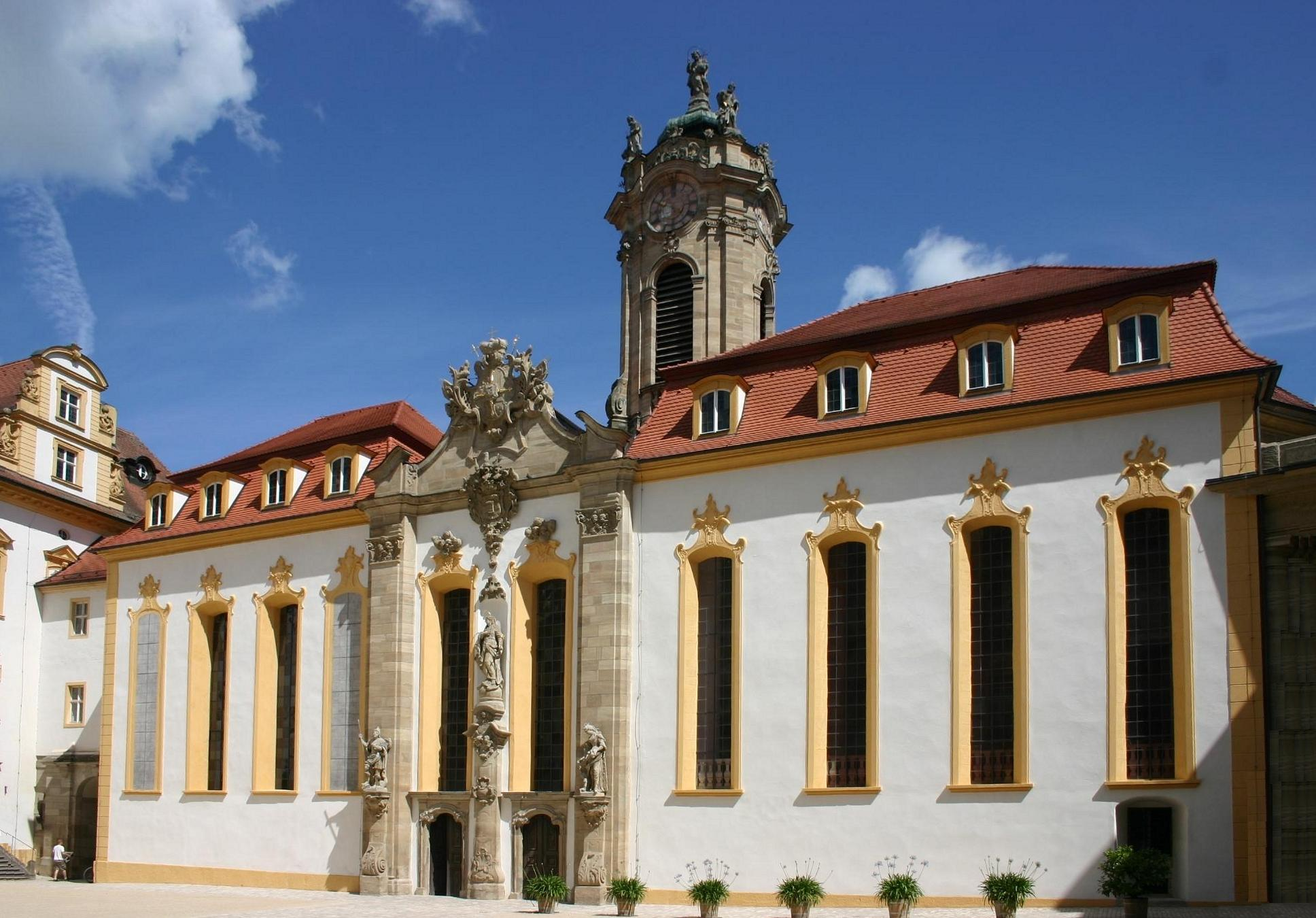
Schlosskirche Ellingen, vom Innenhof aus gesehen

Die Schlosskirche des Deutschordensschlosses in Ellingen, einer Stadt im mittelfränkischen Landkreis Weißenburg-Gunzenhausen (Bayern), wurde im 13. Jahrhundert im Stil der Hochgotik errichtet. Im 18. Jahrhundert wurde sie unter der Leitung des Baumeisters und Stuckateurs Franz Joseph Roth barock umgestaltet. Die Mariä Himmelfahrt und dem heiligen Ulrich geweihte Kirche ist neben einem Turmrest der einzige aus dem Mittelalter erhaltene Teil des Ellinger Schlosses.

## Geschichte

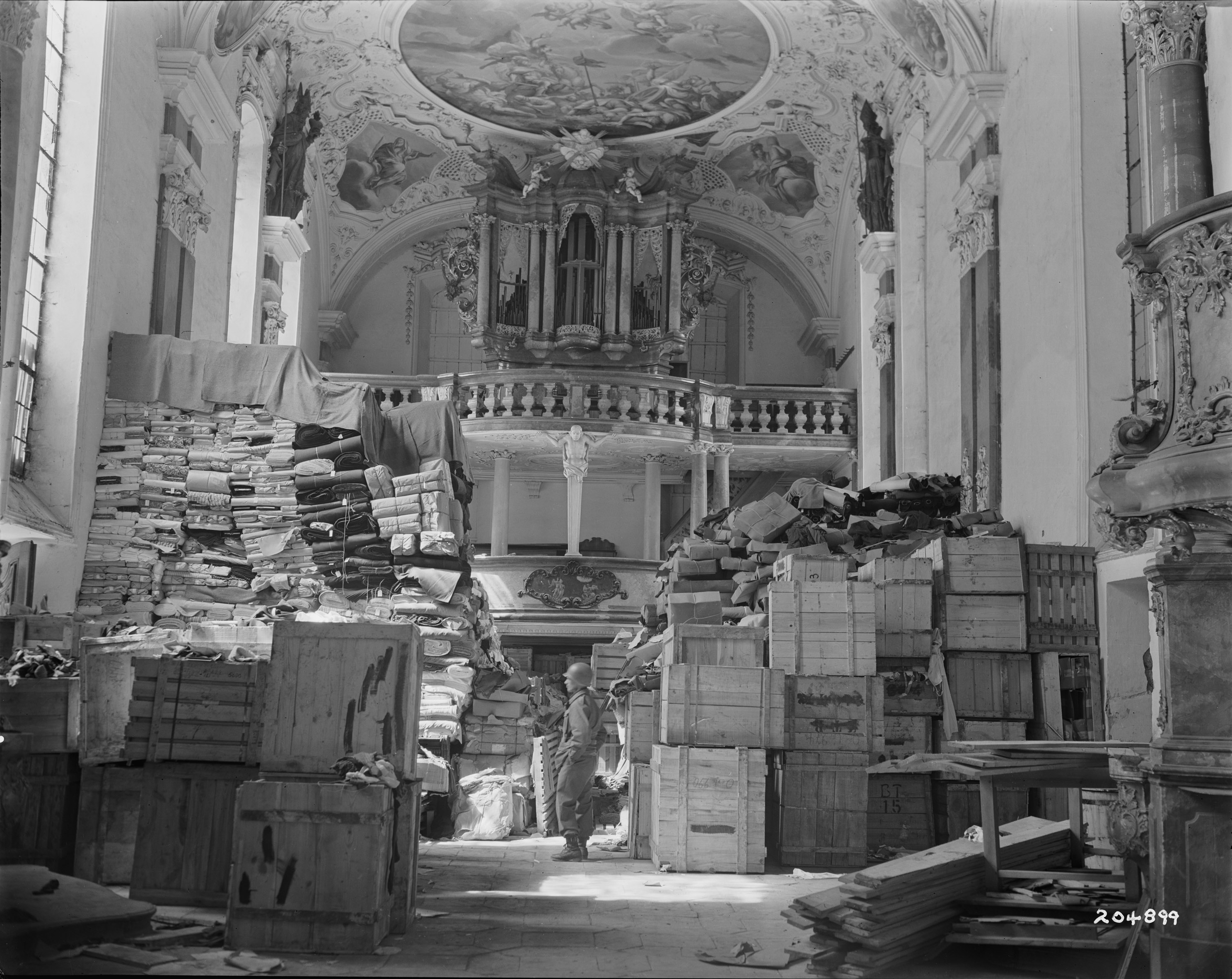
April 1945: Ein amerikanischer Soldat in der Kirche

Nach einer nicht mehr erhaltenen Inschrift im Chor wurde die Ellinger Schlosskirche ab 1274 von den Komturen des Deutschen Ordens der Kommende Ellingen erbaut. Spätestens 1330 waren die Bauarbeiten abgeschlossen. Dieser als „Pohrkirche“ (Armenkirche) bezeichnete und dem Typus einer Bettelordenskirche entsprechende Sandsteinquaderbau fiel 1552 der Brandschatzung durch Albrecht II. Alcibiades von Brandenburg-Kulmbach im Zweiten Markgrafenkrieg zum Opfer und es blieben nur die Umfassungsmauern erhalten. 1573 erhielt das Langhaus ein neues Gewölbe mit Stuckrippen, deren Anfänger über dem heutigen Gewölbe erhalten sind. Unter dem Landkomtur Karl Heinrich von Hornstein wurde die Kirche 1717/18 neu gewölbt und barockisiert. Franz Joseph Roth, der auch die Bauleitung innehatte, war für die Ausgestaltung mit Régencestuckaturen verantwortlich, während die Deckengemälde von Johann Anton Pinck freskiert wurden. 1746 erfolgte unter dem Landkomtur Franz Sigismund Friedrich Graf von Satzenhofen die Ummantelung des gotischen Chors, der nun an das umgebaute Langhaus angeglichen wurde. Unter dem Baumeister Matthias Binder wurden die Umbauten abgeschlossen und der heutige Turm errichtet.
Im April 1945 entdeckten Angehörige der Dritten US-Armee in der Kirche ein Lager, das möglicherweise NS-Raubkunst enthielt.

## Architektur

### Außenbau

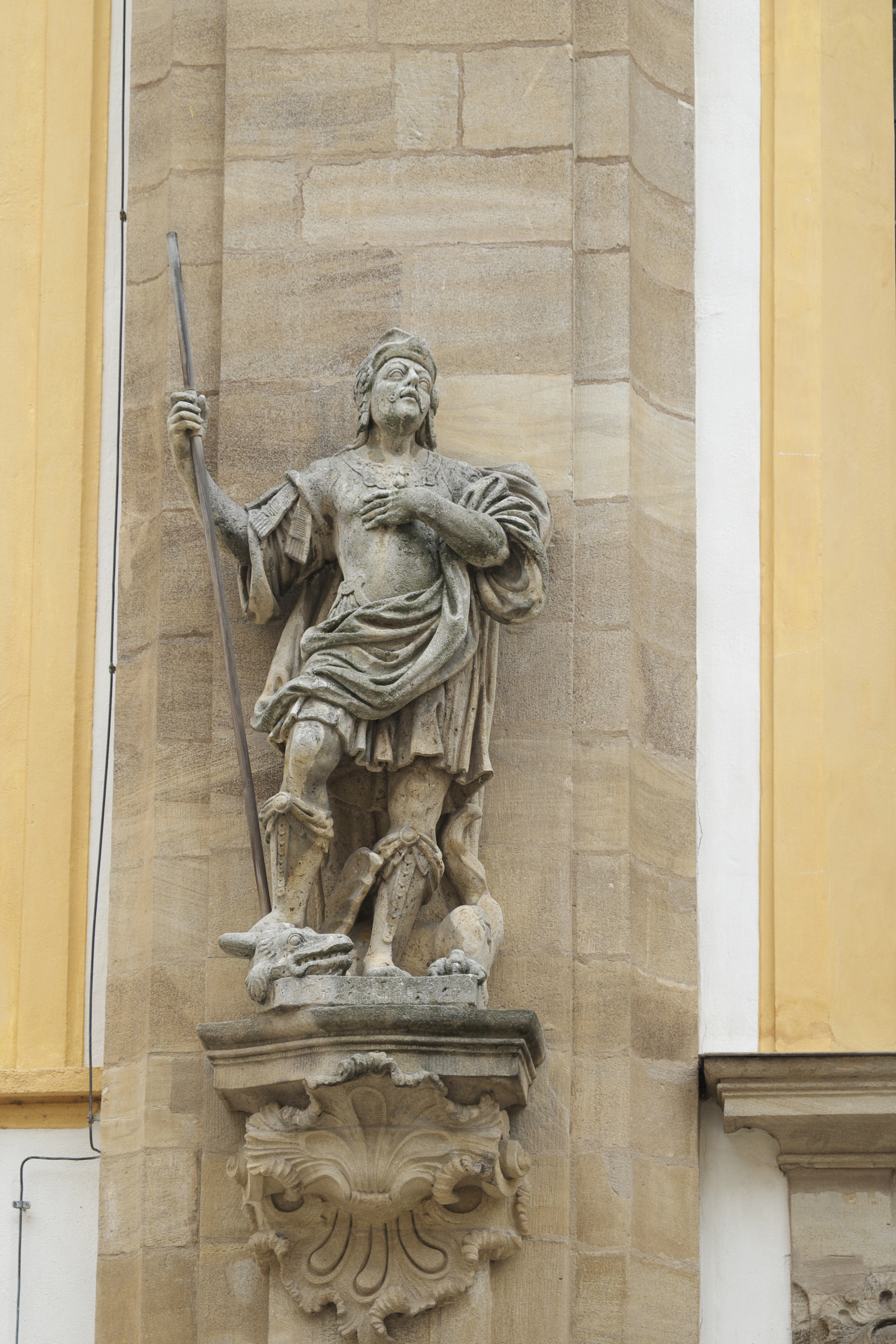
Heiliger Georg

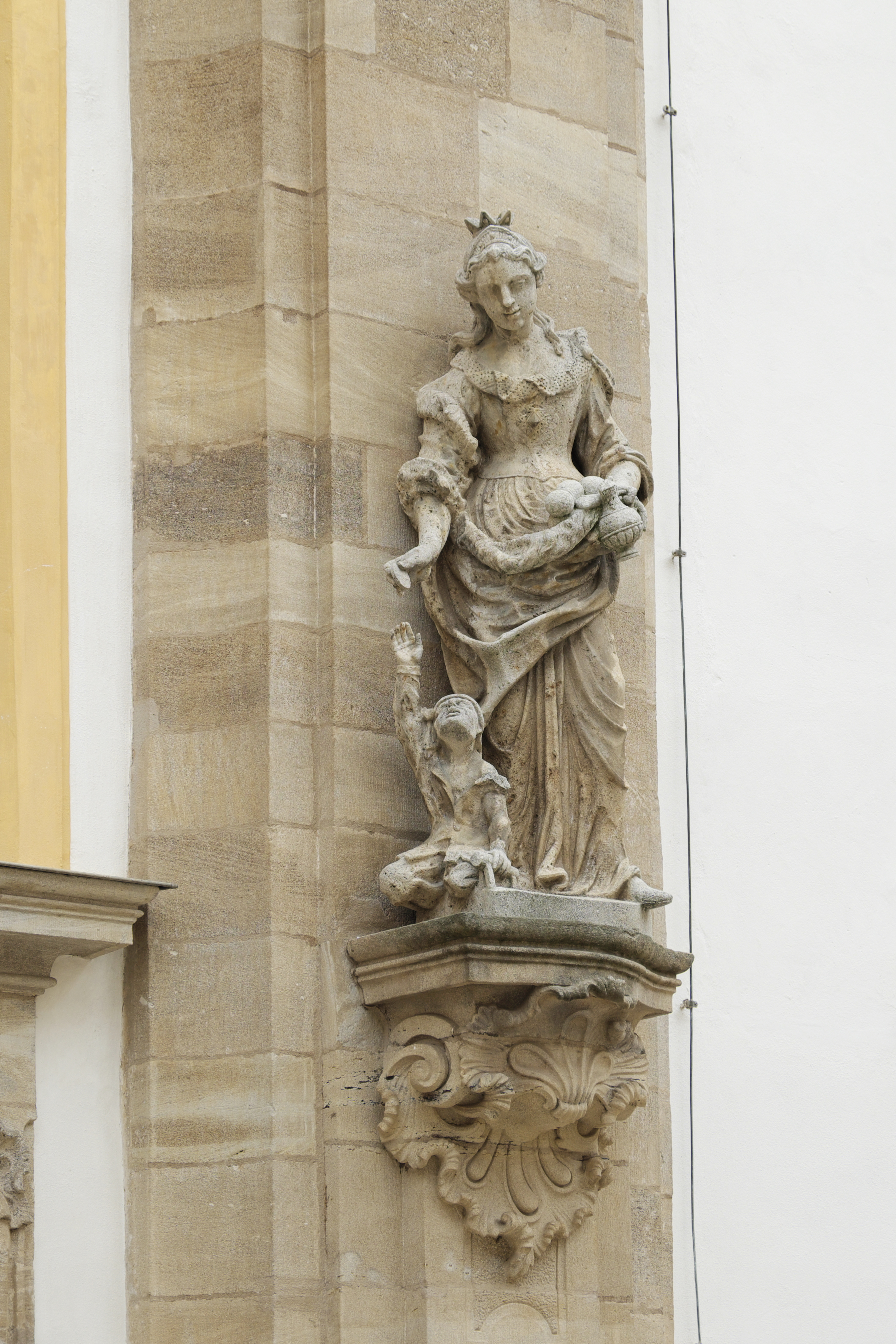
Heilige Elisabeth

Die Südfassade der Kirche wird von großen Fenstern mit Stuckrahmen gegliedert. In der Mitte hebt sich ein markant hervortretender Portalrisalit ab, der seitlich von Pilastern abgegrenzt und von zwei hohen Fenstern und zwei Türen durchbrochen wird.
In der Nische zwischen den beiden Fenstern thront eine Skulptur der Maria Immaculata von 1748 des Bildhauers Johann Wagner, von dem auch das große Wappen des Hoch- und Deutschmeisters Clemens August am Giebelscheitel stammt. Unter der Madonnenskulptur ist eine Kartusche angebracht, die ein Chronogramm mit der Jahreszahl 1748 enthält: „AVE REGINA POLI PATRONA ORDINIS TEUTONICI SIS NOBIS AUXILIATRIX POTENTISSIMA“ (Gegrüßt seist du, Königin des Himmels, Schutzpatronin des Deutschen Ordens; sei uns eine machtvolle Helferin).
Die Figuren des heiligen Georg und der heiligen Elisabeth zu beiden Seiten des Portals wurden wie das Wappen des Landkomturs Franz Sigismund Friedrich Graf von Satzenhofen am Kranzgesims von Johann Friedrich Maucher ausgeführt.
Die fünf Skulpturen am Turmhelm von Leonhard Meyer stellen den Salvator Mundi und die vier Evangelisten dar.

### Innenraum

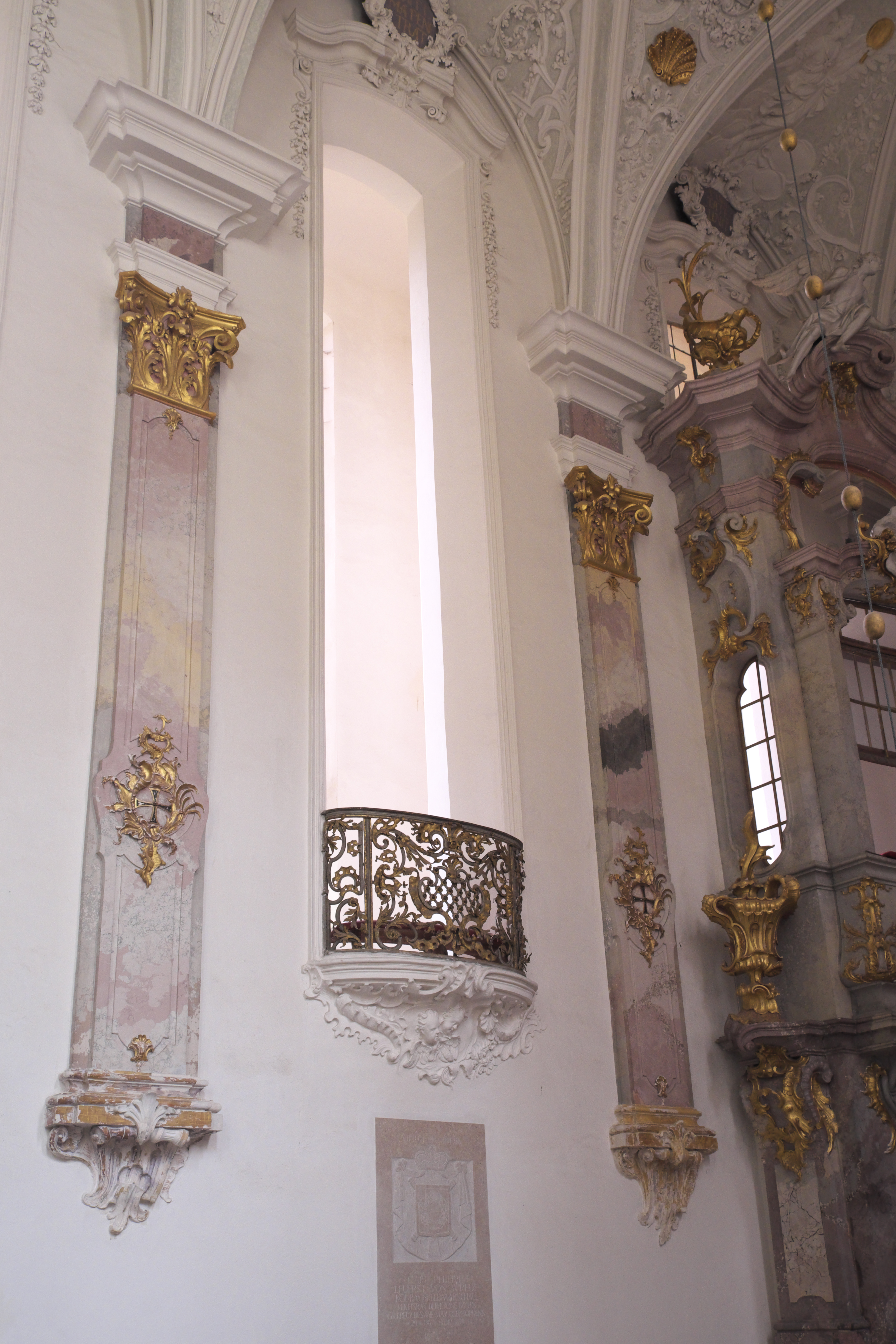
Stucklisenen im Chor

Das Langhaus wird von einem breiten, auf Pilastern aus graugelbem Stuckmarmor aufliegenden Gurtbogen in zwei Joche gegliedert. Die Wandpfeiler sind mit korinthischen Kapitellen verziert und tragen die Stuckfiguren der vier lateinischen Kirchenväter. Den westlichen Abschluss des Langhauses bildet eine zweigeschossige Orgelempore, deren untere Brüstung mit drei Stuckreliefs verziert ist. Die Empore ruht auf Steinsäulen, die 1756 anstelle von Holzsäulen eingebaut wurden.
Der Chor schließt mit einem Fünfachtelschluss. Seine drei Joche sind von Kreuzrippengewölben gedeckt, die mit einem reichen Régencestuckdekor aus Bandwerk, Rautengittern, Putten und Blumenmotiven überzogen sind. Die Stucklisenen an den Chorwänden schuf der zur Wessobrunner Schule gehörende Franz Xaver Feuchtmayer. Über dem Chorbogen prangt das Wappen des Hoch- und Deutschmeisters Franz Ludwig von Pfalz-Neuburg unter einem Wappenzelt mit Baldachin und Putten.

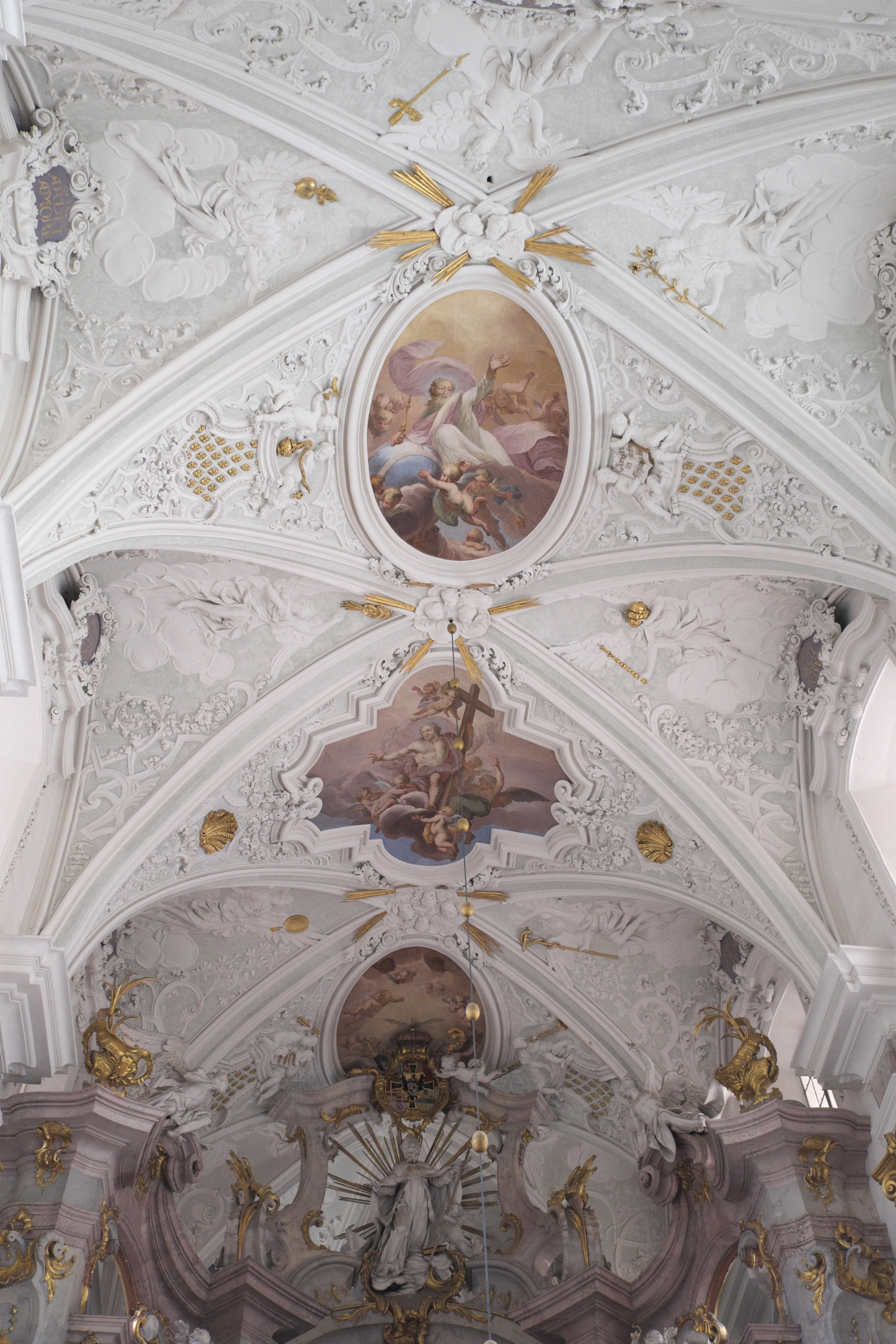
Kreuzrippengewölbe und Deckenmalerei im Chor
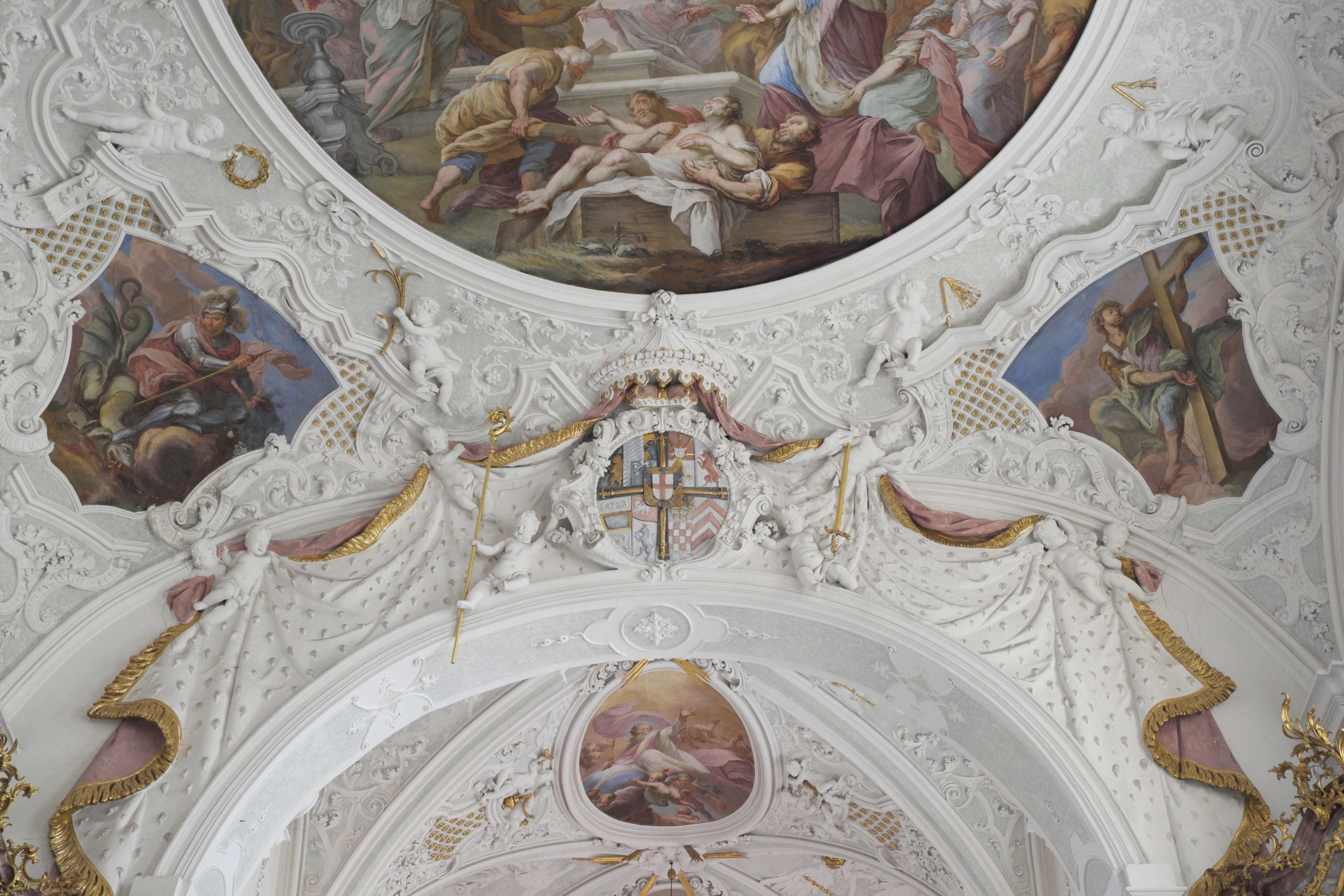
Wappen des Hoch- und Deutschmeisters Franz Ludwig von Pfalz-Neuburg am Chorbogen
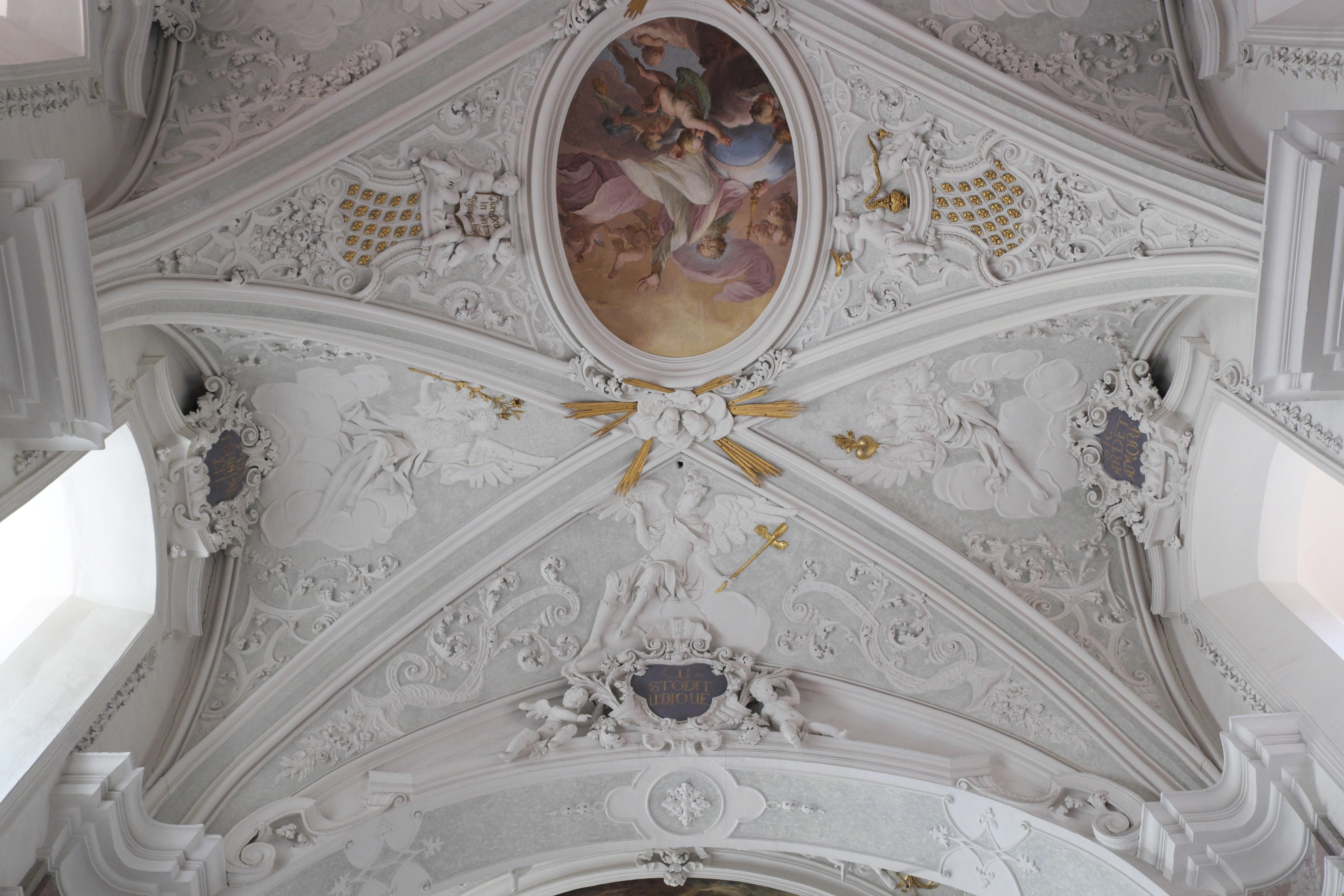
Stuckdekor

## Deckenmalereien
Die Deckenmalereien wurden vermutlich 1717/18 von Johann Anton Pinck ausgeführt. Die beiden großen Gemälde des Langhauses stellen die Kreuzerscheinung Kaiser Konstantins in der Schlacht an der Milvischen Brücke und die Anbetung des Kreuzes durch Kaiserin Helena dar. In den Eckmedaillons sind die Tugenden und Heilige dargestellt. Die Deckenmalereien im Chor sind der Dreifaltigkeit und ihren drei göttlichen Personen gewidmet.

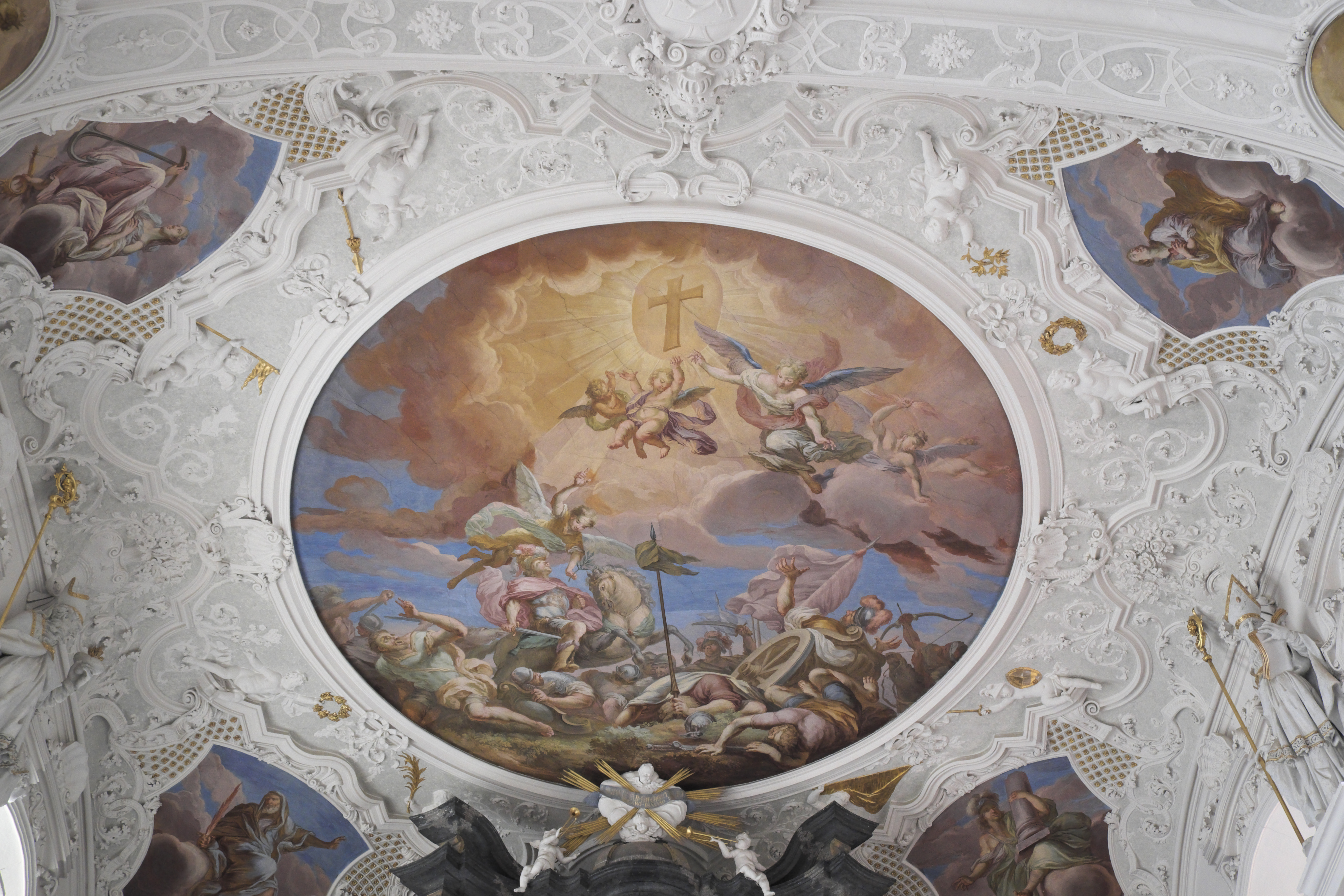
Kreuzerscheinung Kaiser Konstantins
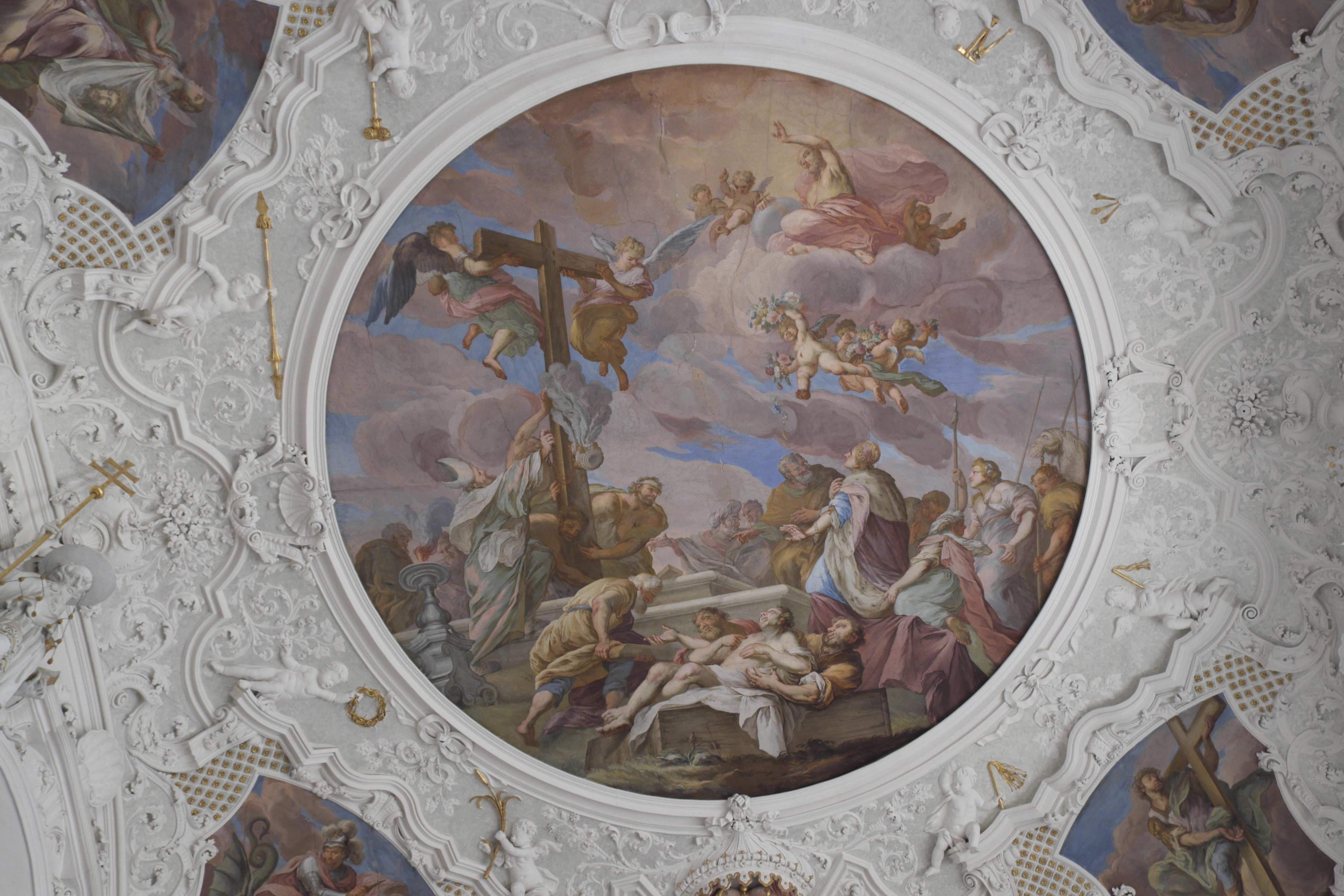
Anbetung des Kreuzes durch Kaiserin Helena
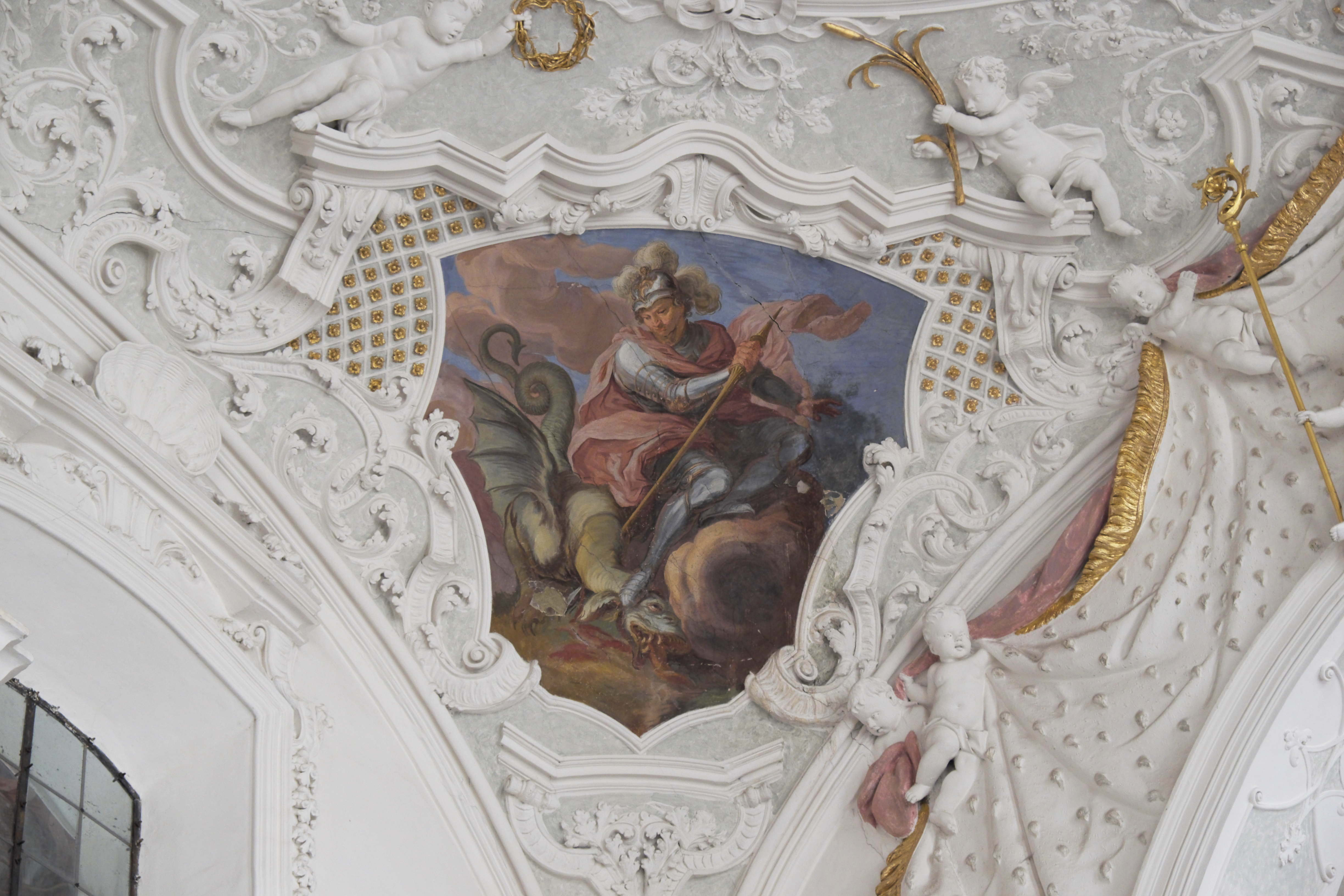
Eckmedaillon, heiliger Georg
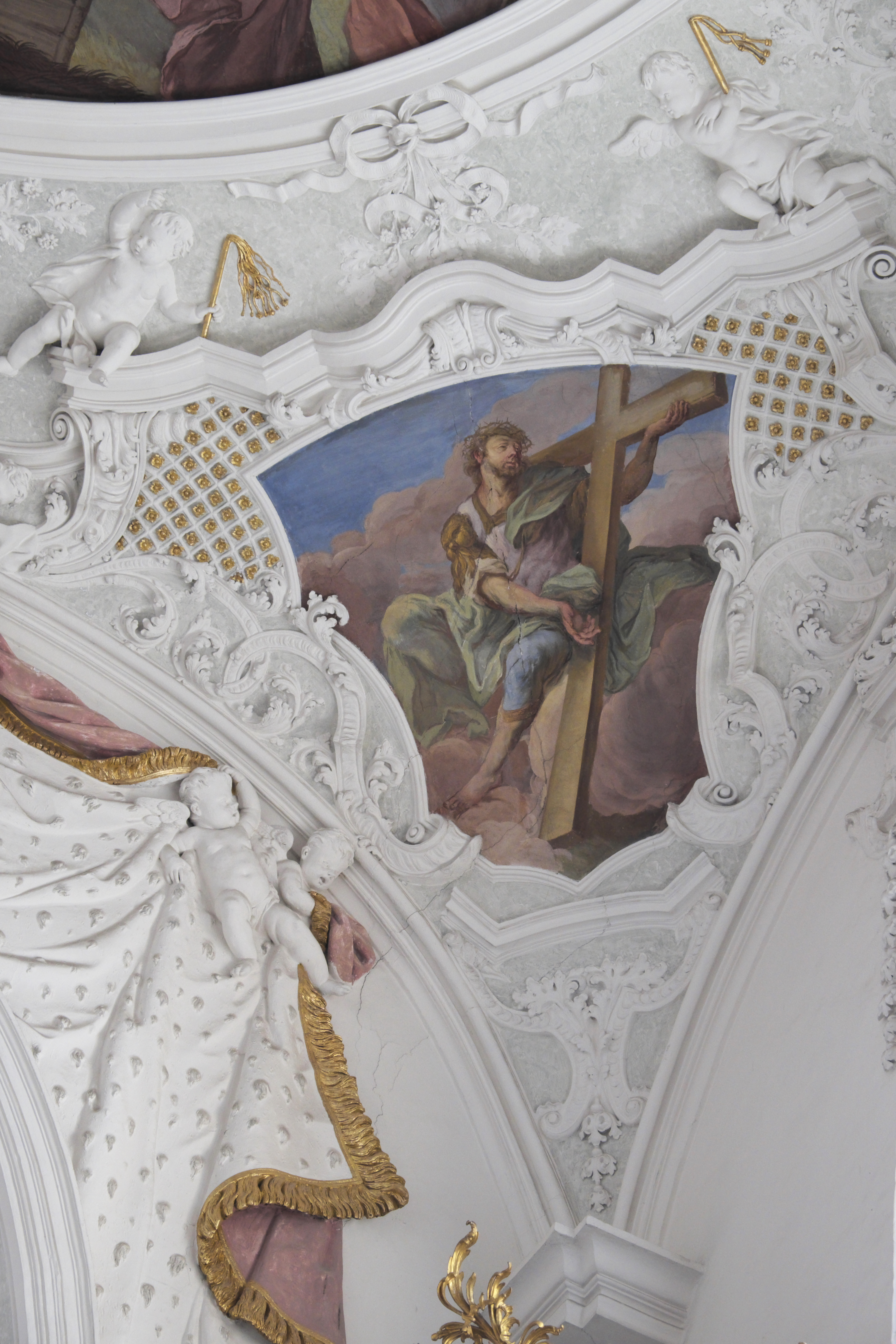
Eckmedaillon, Allegorie des Glaubens

## Ausstattung
- Der Hochaltar aus grauem und rotem Stuckmarmor wurde 1748 von Franz Xaver Feuchtmayer nach einem Entwurf von Franz Joseph Roth geschaffen. Das Altarblatt stellt Mariä Himmelfahrt dar und trägt die Signatur des Würzburger Hofmalers Oswald Onghers. Es ist mit der Jahreszahl 1684 bezeichnet.
- Den Hochaltar bekrönt ein offener Aufsatz mit einer von einem Strahlenkranz umgebenen Figur eines Bischofs, die vermutlich den heiligen Ulrich, den zweiten Schutzpatron der Kirche, darstellt. Darüber ist das Wappen des Hoch- und Deutschmeisters Clemens August angebracht.
- Die Seitenaltäre sind aus Holz geschnitzt und entstanden zwischen 1761 und 1764. Sie sind mit der Signatur von Franz Anton Anwander aus Landsberg am Lech und der Jahreszahl 1763 versehen. Auf den Altarblättern sind links die Kreuzigung Christi und rechts der heilige Sebastian dargestellt. An beiden Altären prangt das Wappen des von 1749 bis 1764 hier tätigen Landkomturs Friedrich Carl Freiherr von Eyb.
- Die Kanzel stammt aus dem Jahr 1748.
- Die Oratorien im Chor besitzen in Grau und Gold gefasste Rokokogitter.
- Die Kirchenbänke wurden 1718 von dem Schreiner Veit Biber und dem Bildhauer Johann Friedrich Maucher geschaffen.

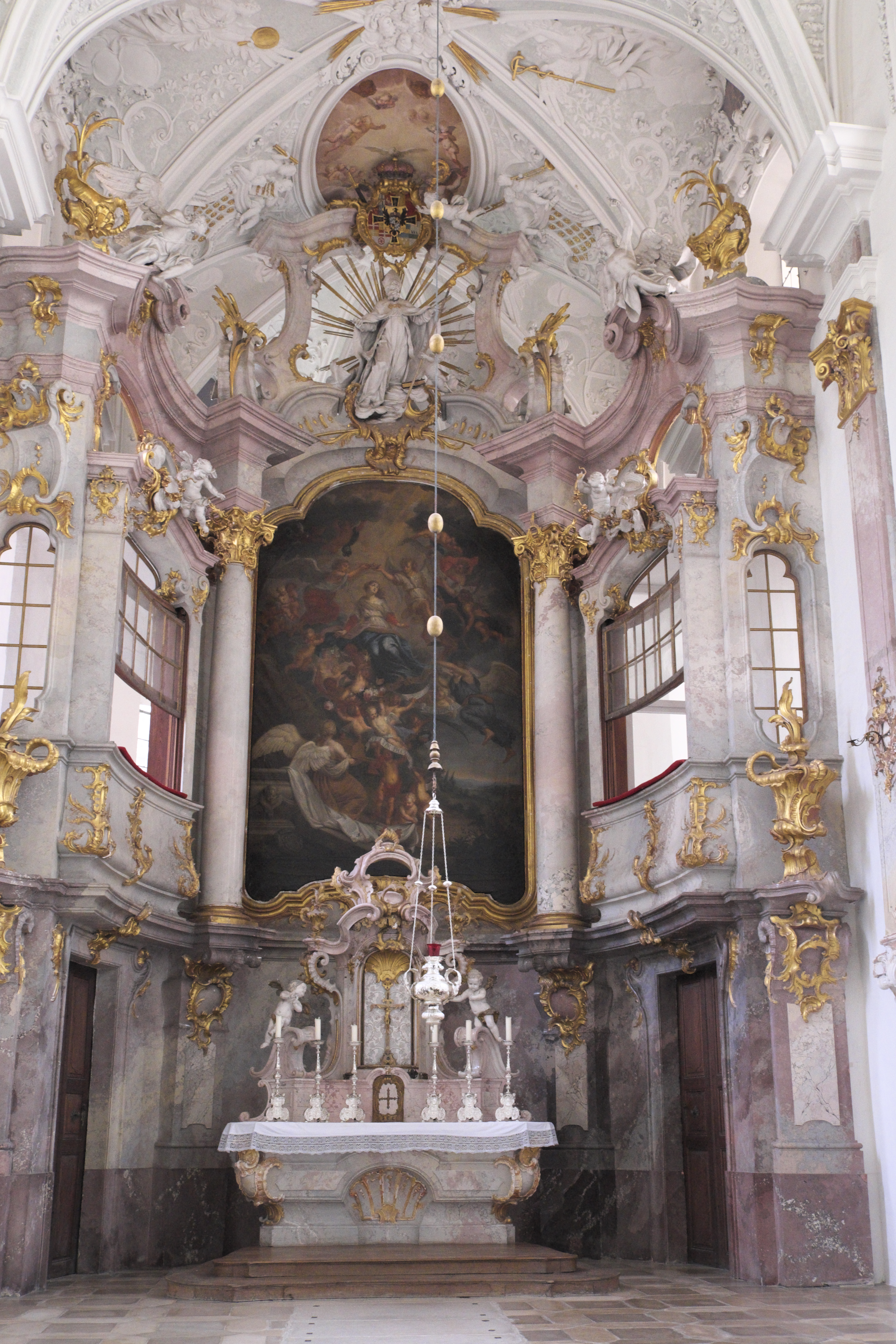
Chor und Hochaltar
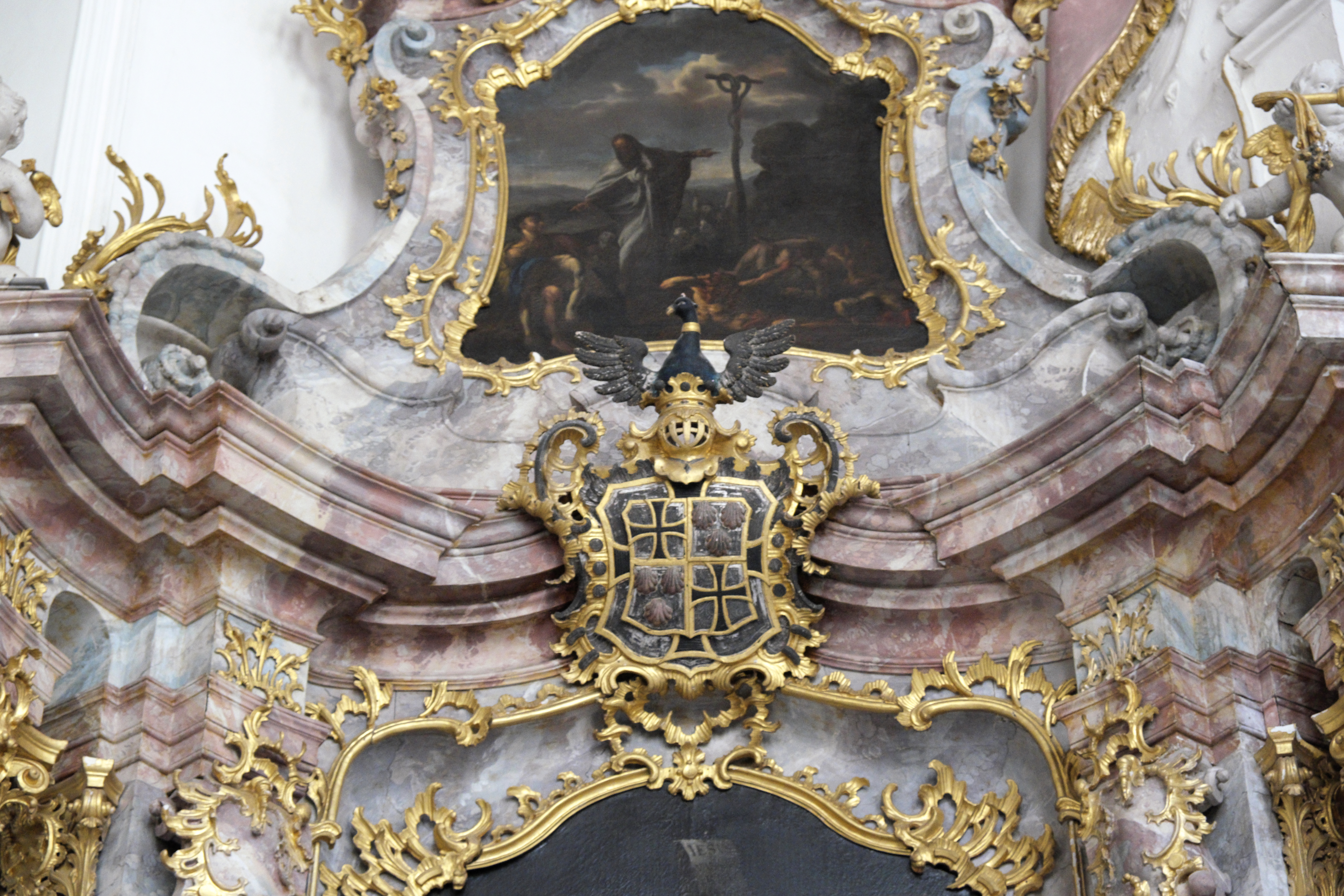
Seitenaltar mit dem Wappen von Friedrich Carl Freiherr von Eyb
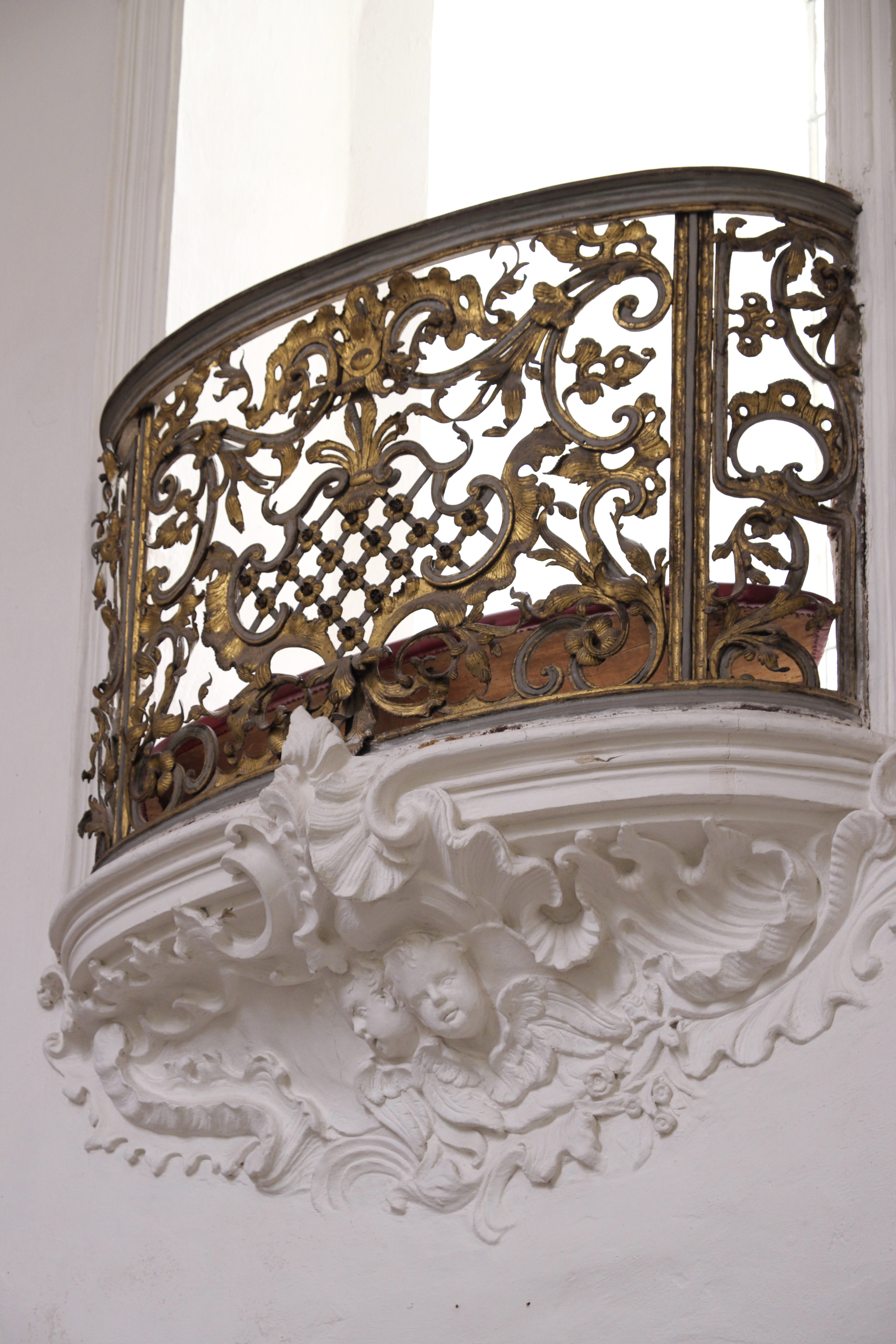
Oratorienloge im Chor

## Orgel

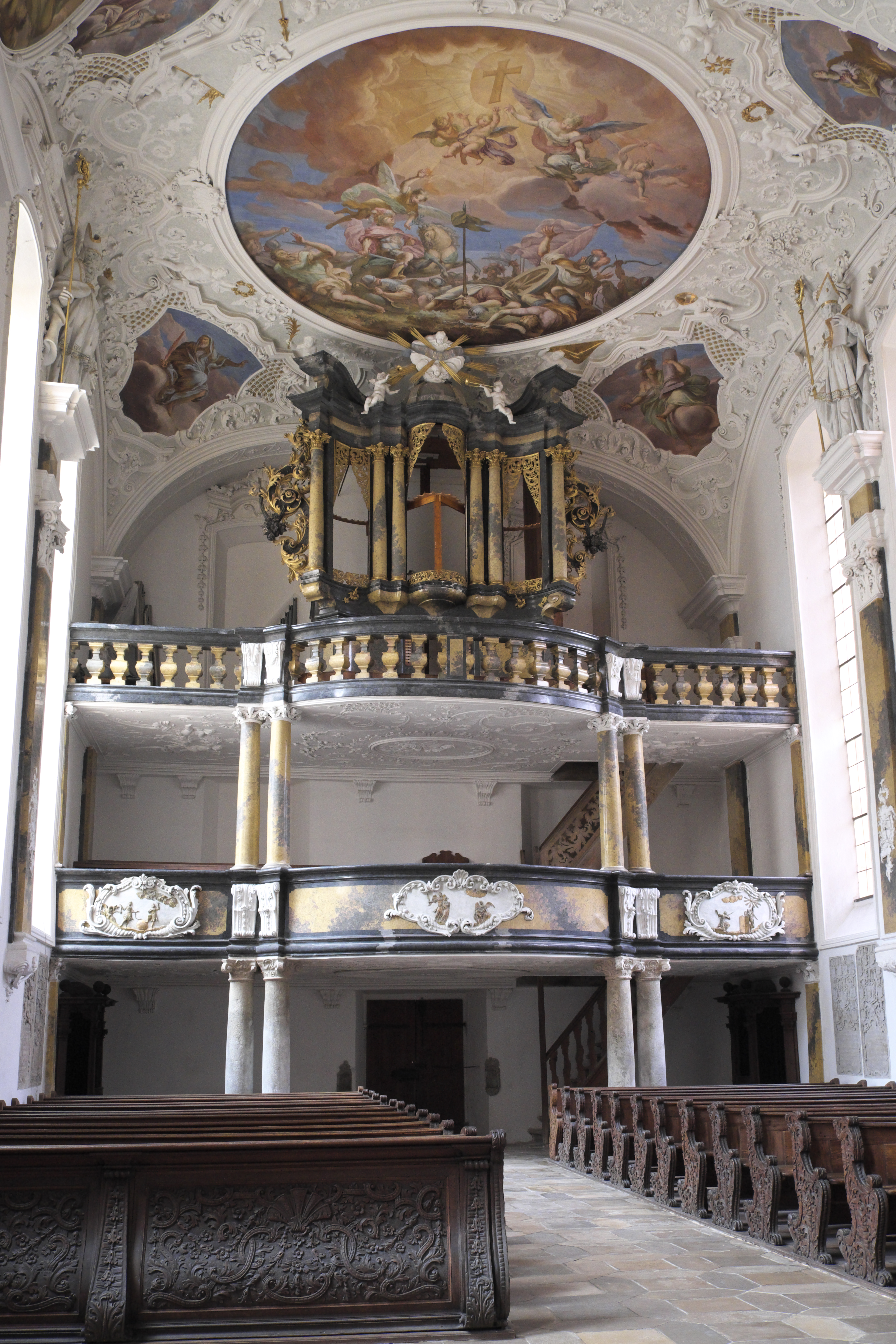
Innenraum und Orgelempore

Die Orgel stammt vermutlich aus der Werkstatt des Orgelbauers Johann Georg Allgeyer d. Ä. aus Hofen. Der Orgelprospekt wurde von Franz Joseph Roth entworfen und 1718 ausgeführt.

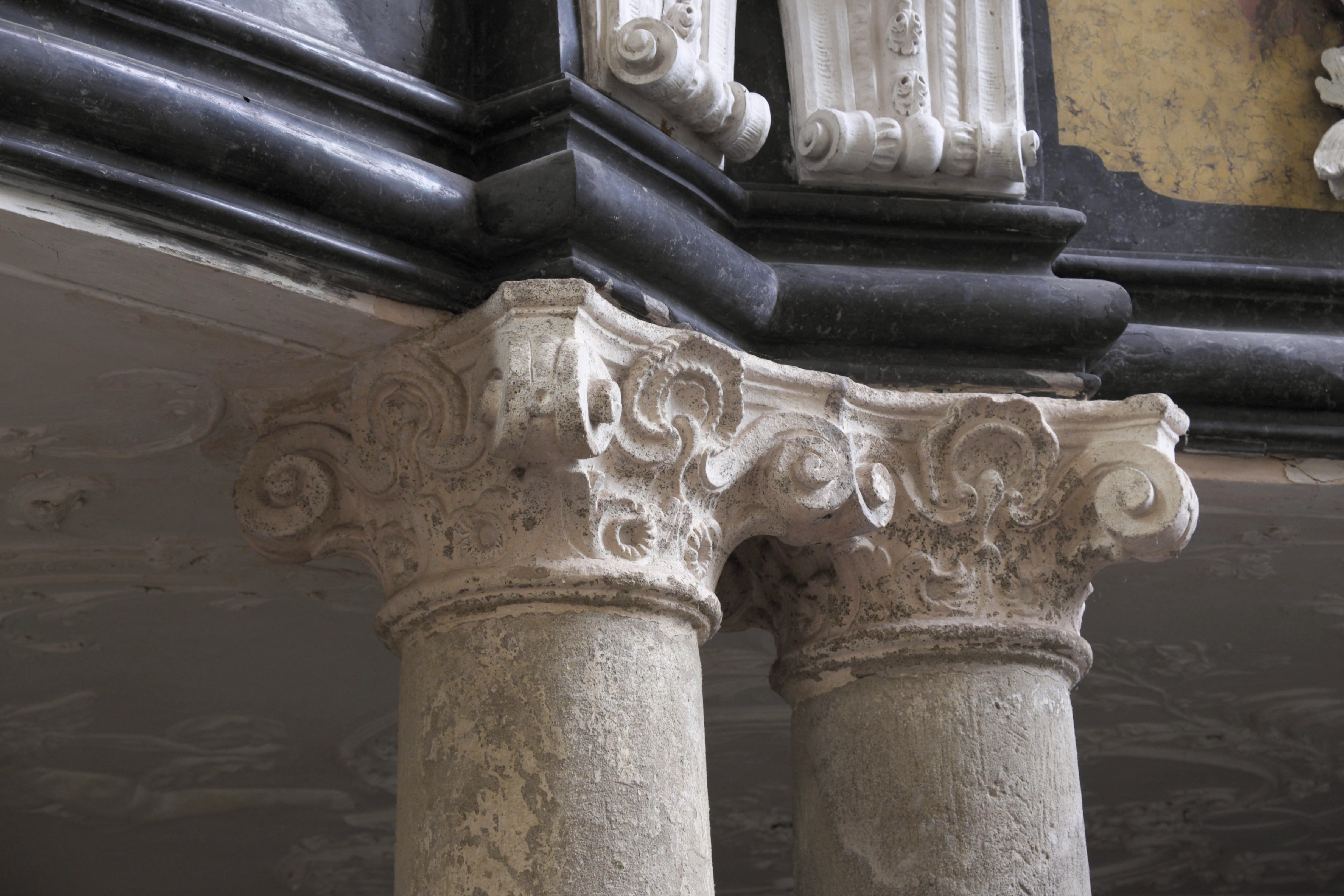
Säulen unter der Orgelempore
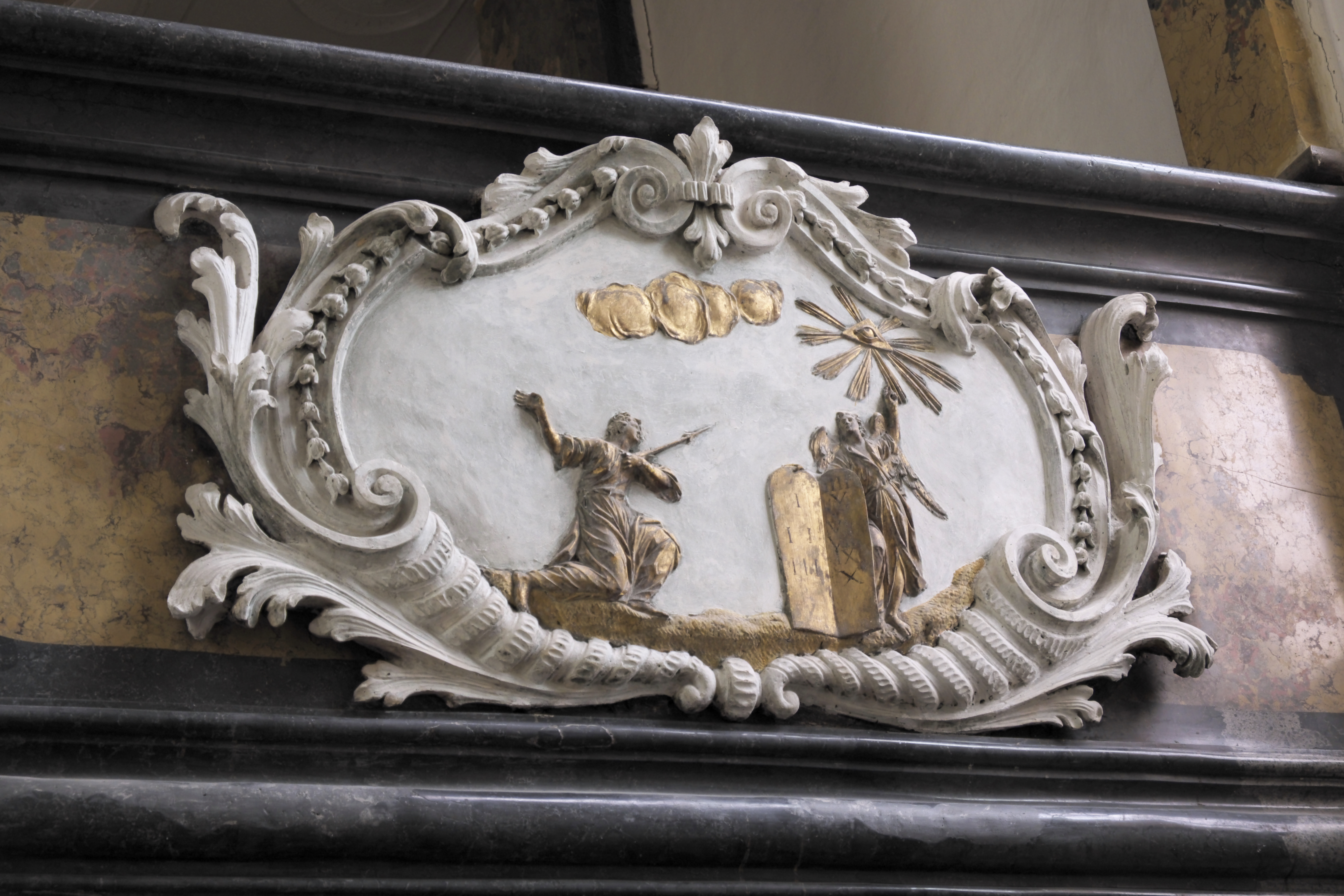
Relief an der Orgelempore
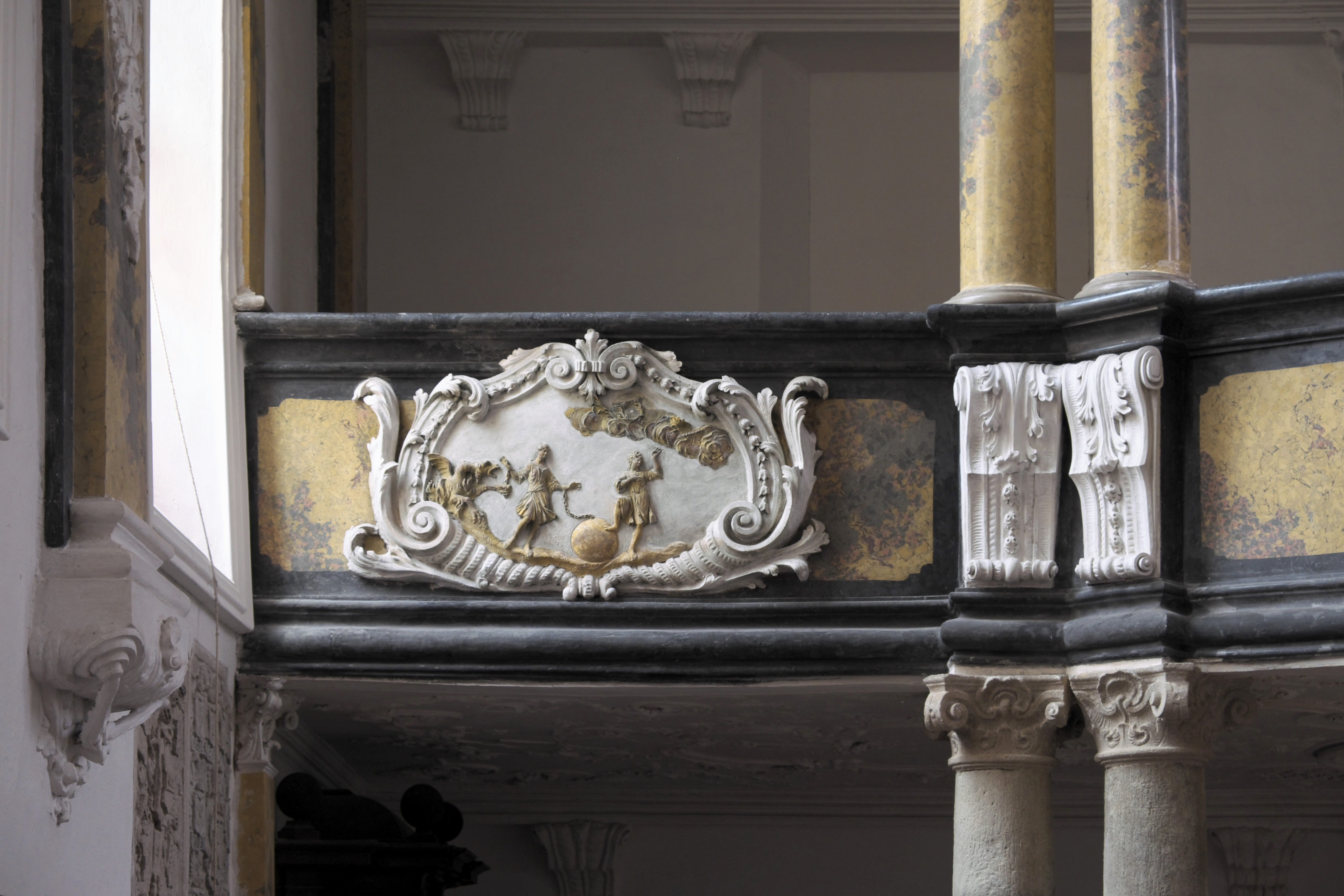
Relief an der Orgelempore

## Epitaphien

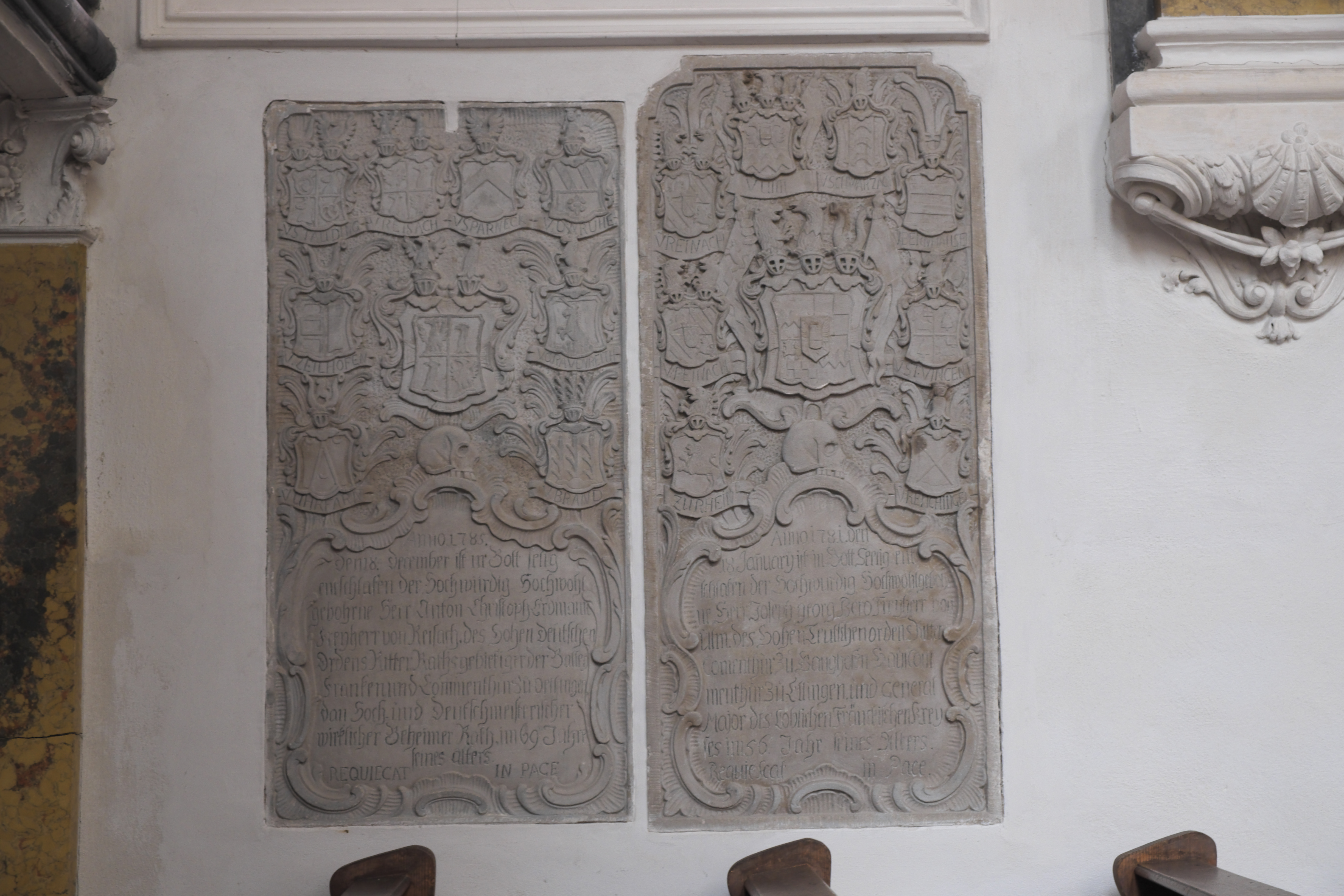
Epitaphien

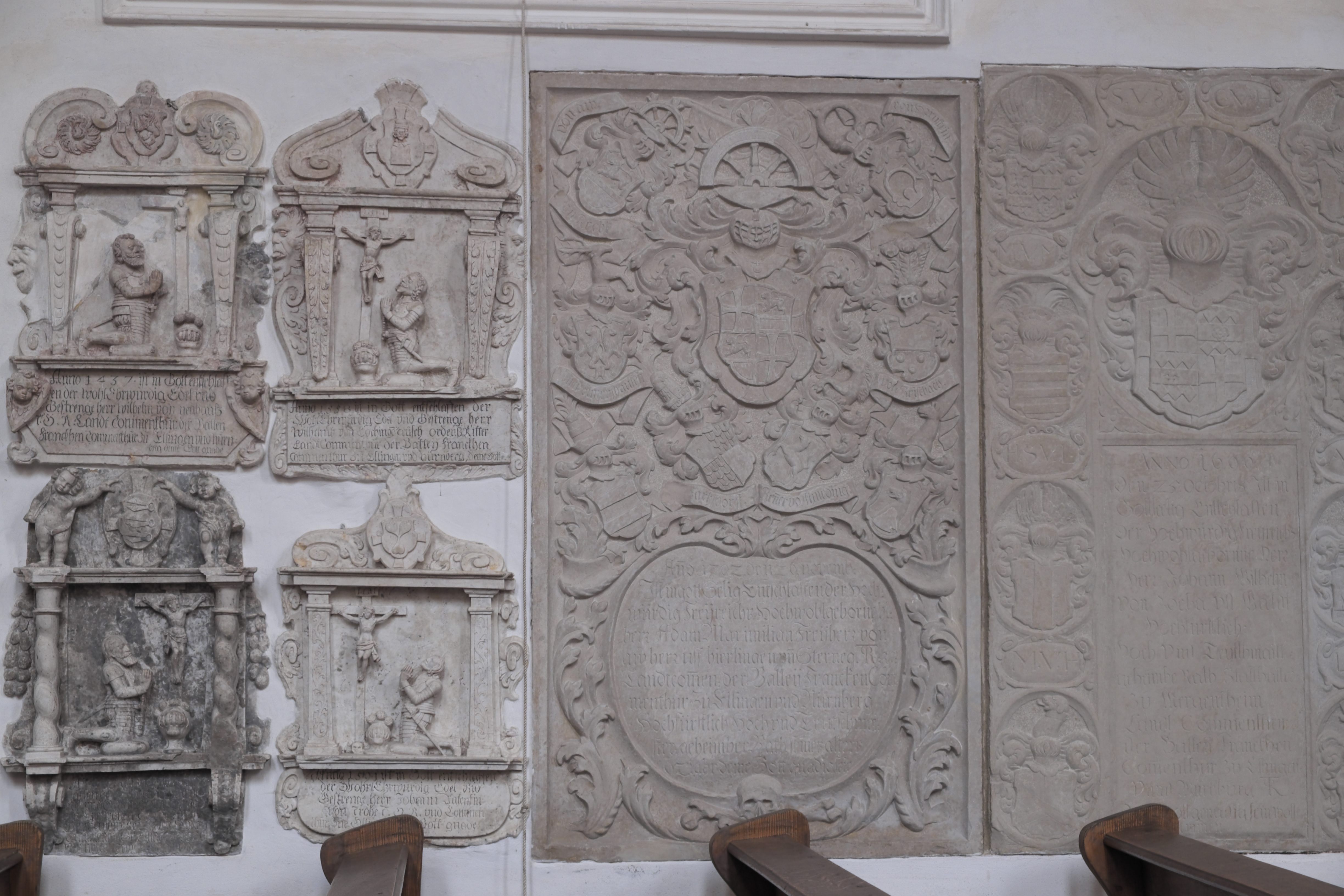
Links vier nachträglich, um 1600, angefertigte Epitaphien

Die Kirche birgt zahlreiche Epitaphien der Deutschordensritter aus dem 17. und 18. Jahrhundert. Die vier ältesten Epitaphe stammen aus der Zeit um 1600. Sie wurden nachträglich angefertigt für Landkomture, die bereits mehrere Jahrzehnte vorher gestorben waren. Auf allen vier Epitaphien sind Reliefdarstellungen eines vor einem Kruzifix knienden Ritters zu sehen, auf dem Aufsatz sind die Wappen dargestellt.
An der südlichen Langhauswand befinden sich die Epitaphien von:
- Konrad Christoph von Lehrbach († 1767)
- Franz Joseph Claudius Freiherr von Reinach († 1717)
- Marsilius Heustein von Eisenheim († 1702)
- Johann Franz Damian von Brietzke († 1703)
- Johann Christoph von Fechenbach († 1691)
- Wolfgang Ferdinand Freiherr von Lammingen auf Albenreiht († 1682)
- Volpert von Schwalbach († 1602)
- Franz Adam Zobel von Giebelstadt († 1734)
- Franz Joseph Reichlin von Meldegg († 1764)
- Joseph Casimir Wilhelm Freiherr von Reinach auf Hirzbach († 1795)

An der nördlichen Langhauswand befinden sich die Epitaphien von:
- Franz Sigismund Friedrich Graf von Satzenhofen auf Pertolzhofen und Bettendorf († 1748)
- Franz Sigismund Adalbert von Lehrbach († 1787)
- Johann Konrad Schutzbar genannt Milchling († 1612)
- Karl Freiherr zu Wolkenstein, Herr zu Trostburg († 1626)
- Johann Konrad von Lichtenstein († 1656)
- Georg Wilhelm Klüppel von Elkershausen († 1654)
- Johann Adolf Loesch von Hilkerthausen († 1663)
- Johann Wilhelm von Zocha († 1690)
- Adam Maximilian Freiherr von Ow auf Hierlingen und Sternegg († 1702)
- Wilhelm von Neuhausen († 1537, auf dem Epitaph fälschlich 1437), nachträglich (um 1600) angefertigtes Epitaph
- Wolfgang von Eisenhofen († 1516), nachträglich (um 1600) angefertigtes Epitaph
- Wilhelm Lochinger († 1558), nachträglich (um 1600) angefertigtes Epitaph
- Johann Valentin von Trohn († 1558), nachträglich (um 1600) angefertigtes Epitaph
- Joseph Georg Bero Freiherr von Ulm († 1781)
- Anton Christoph Erdmann von Reisach († 1785)